# Jakub Černín
Jakub Černín (* 8. února 1999) je český fotbalový obránce hrající za druholigové Blansko, kde je na hostování ze Zbrojovky Brno.

## Klubová kariéra
Černín je odchovancem Zbrojovky Brno. V létě 2018 odešel na roční hostování do tehdy třetiligové Líšně. Debutoval 4. srpna 2018 v prvním kole proti Viktorii Otrokovice. Záhy se stal členem základní sestavy a byl tak výraznou postavou Líšně v sezoně, která vyústila v premiérový postup do druhé ligy pro brněnský tým. V létě 2019 začal trénovat s prvním týmem Zbrojovky, v 5. kole druhé ligy proti Dukle Praha se objevil na lavičce náhradníků, do hry ale nezasáhl. Premiérovou šanci dostal zanedlouho, v 7. kole na hřišti FK Fotbal Třinec zasáhl do hry v 54. minutě, a hned v 63. minutě se radoval z premiérového gólu, který znamenal vyrovnání na 1:1. Následně dostal šanci v následujícím kole, poté se až do zimní přestávky ve hře neobjevil a v zimě odešel na půlroční hostování opět do Líšně. Zde se okamžitě stal členem základní sestavy, záhy ho ale vyřadily ze hry problémy s kotníkem. Zbrojovka postoupila do první ligy, v té Černín debutoval v prvním kole proti Spartě. Zasáhl do prvních pěti utkání ročníku 2020/21, poté se už neobjevil ani na lavičce náhradníků a v zimě 2021 odešel na hostování do Blanska.